# Yugoslavia en los Juegos Olímpicos de Sankt Moritz 1948
Yugoslavia estuvo representada en los Juegos Olímpicos de Sankt Moritz 1948 por un total de 17 deportistas que compitieron en 4 deportes.  
El equipo olímpico yugoslavo no obtuvo ninguna medalla en estos Juegos.